# Верхні Кіги
Верхні Кіги́ (рос. Верхние Киги) — село, центр Кігинського району Башкортостану, Росія. Адміністративний центр Верхньокігинської сільської ради.
Населення — 6637 осіб (2010; 6872 в 2002).
Національний склад:
- татари — 72 %

## Відомі особистості
В поселенні народилась:
- Сахаутдінова Мастюра Низамівна (1903—1996) — башкирський інженер‑архітектор, державний діяч.